# Amrita (Vorname)
Amrita (Hindi: अमृता; Gurmukhi: ਅੰਮ੍ਰਿਤਾ; bengalisch: অমৃতা) ist ein weiblicher Vorname.

## Herkunft und Bedeutung
Amrita ist die weibliche Variante des Namens Amrit.

## Bekannte Namensträgerinnen
- Amrita Acharia (* 1990), nepalesisch-ukrainische Schauspielerin
- Amrita Arora (* 1981), indische Filmschauspielerin
- Amrita Cheema (* 1997), deutsch-indische Schauspielerin
- Amrita Enzinger (* 1967), österreichische Umweltmanagerin und Politikerin (GRÜNE)
- Amrita Prakash (* 1987), indische Filmschauspielerin und Model
- Amrita Pritam (1919–2005), indische Lyrikerin und Schriftstellerin
- Amrita Rao (* 1981), indische Schauspielerin und Model
- Amrita Sawaram (* 1980), mauritische Badmintonspielerin
- Amrita Sher-Gil (1913–1941), indisch-ungarische Künstlerin
- Amrita Singh (* 1958), indische Filmschauspielerin